# Кировский (Тындинский район)
Кировский — исчезнувший посёлок в Тындинском районе Амурской области. Точная дата упразднения не установлена.

## География
Располагался в верховье ручья Нечаянный (приток реки Джалинда), в 5 км к северо-западу от посёлка Стрелка и в 13 км к северо-северо-западу от посёлка Соловьёвск.

## История
Посёлок возник в начале 1930-х годов как населённый пункт при золотом прииске имени Кирова. Жителями и рабочими прииска стали спецпереселенцы из числа «раскулаченного элемента». Указом Президиума Верховного Совета РСФСР от 16 декабря 1940 года населённый пункт им. Кирова Джелтулакского района Читинской области, отнесен к категории рабочих посёлков с присвоением наименования — Кировский.
Кировскому поселковому совету были подчинены в административно-хозяйственном отношении населённые пункты: Васильевское, Стрелки, Иногли и Дорожное. Решением исполнительного комитета Амурского областного Совета депутатов трудящихся от 31 января 1968 года рабочие посёлок Кировский Джелтулакского района отнесен к категории сельских поселений.

## Население
По данным переписи 1959 г. в рабочем посёлке Кировский проживало 1986 человек, в том числе 927 мужчин и 1059 женщин.